# Завадых
Завадых (азерб. Zavadıx) —  село в Гаргарском сельском административно-территориальном округе Ходжавендского района Азербайджана.

## Этимология
Название села могло записываться в документах и произноситься как Цовадех, Цуватех, Завадуг, Завадых, Зоватех, Зовадех, в некоторых источниках это село носит название Кох.
Завадиг — это то же самое, что и Цоватех в армянской книге 1182 года в храме Дадиванк. В источнике 1727 г. он называется Завадиг в магале Кочиз и Варанда на севере Карабаха. В 1828 году село было названо Цоватех по-армянски в честь переселённого из Ирана поселения армян.
Согласно Энциклопедическому словарю топонимов Азербайджана, ойконим происходит от Забадех, где с персидского языка "заб" означает родник, а "дех" село, то есть значением названия является "село с родником". По другой версии, заба (азерб. zaba) в тюркских языках значит «без леса (гора, холм)». В Армении также было азербайджанское село с названием Заба. Возможно, это название происходит от слов зейва (араб. زاوية — «угол») и суффикса -дыг (азерб. dıx).
По армянской версии, состоит из слов «цов» (арм. ծով — «море») и «тех» (арм. տեղ — «место») — «у моря».

## География
Сёла Гаргар, Хархан и Завадых входят в состав Гаргарского сельского административно-территориального округа Ходжавендского района, при этом село Гаргар является центром этого сельского административно-территориального округа. Село расположено в подножиях Карабахского хребта, в 32 км от райцентра Ходжавенд и в 43 км от города Ханкенди. Находится немного севернее села Гаргар, в лощине на склоне холма с пологим склоном. Высота села 1200 м над уровнем моря, климат мягкий, воздух чистый. Имеет 518,3 га, из них 236,84 га сельскохозяйственные угодья, 244,0 га лесные угодья. Приток реки Варанда протекает через пограничную зону села.

## История
Сохранившиеся исторические записи свидетельствуют о том, что село было основано династией Мелик-Пашаянов. Остатки захоронений этой династии до сих пор сохранились недалеко от села. По линии этих меликов происходит известный музыкант, народный артист СССР, бывший главный дирижер Большого театра СССР — Александр Мелик-Пашаян. Сохранившиеся литографические надписи на руинах церкви и старых постройках села показывают, что история его тесно связана с монастырём Амарас.
До вхождения в состав Российской империи, село входило в состав магалов Варанда и Кочиз Карабахского ханства.
Епископ Армянской Апостольской церкви Макар Бархударянц пишет про село:
— «Жители коренные, дымов— 86, душ — 582. Церковь Св. Богородицы, каменная. К востоку от села, на холме, находится Красная церковь, группа из 4-х часовен с могильными плитами, хачкарами и эпиграфикой 16-17 вв. Здесь похоронены представители меликского рода меликства Кочиз — Мелик-Пашаяны».
В советский период село вместе с сёлами Гергер (ныне Гаргар) и Херхан (или Хархан) входил в состав Гергерского сельсовета Мартунинского района Нагорно-Карабахской автономной области (НКАО) Азербайджанской ССР.
Колхоз был организован в 1930 г., в основном они занимались земледелием и садоводством.
В Великой Отечественной войне из села участвовало 126 человек, из них 68 погибло.
Электрифицировано в 1968 году.
2 сентября 1991 года на совместной сессии Нагорно-Карабахского областного и Шаумяновского районного Советов народных депутатов была принята Декларация о провозглашении Нагорно-Карабахской Республики в границах Нагорно-Карабахской автономной области (НКАО) и сопредельного Шаумяновского района Азербайджанской ССР.
26 ноября 1991 года Верховный Совет Азербайджанский Республики принял Закон "Об упразднении Нагорно-Карабахской автономной области Азербайджанской Республики". В этом Законе помимо упразднения Нагорно-Карабахской Автономной Области (НКАО), было постановлено в том числе также и переименование Мартунинского района в Ходжаведский и включение района в число районов республиканского подчинения. Таким образом, сёла Гергер, Херхан (или Хархан) и Завадых стали частью Ходжавендского района. Затем, Решением Милли Меджлиса Азербайджанской Республики от 29 декабря 1992 года село Гергер (азерб. Herher) было переименовано в Гаргар  (азерб. Qarqar). В настоящее время сёла Гаргар, Херхан (или Хархан) и Завадых находятся в составе Гаргарского сельского административно-территориального округа Ходжавендского района Азербайджана.
В результате Карабахского конфликта, село в начале 90-х годов ХХ-ого века попало под контроль непризнанной Нагорно-Карабахской Республики (НКР). Согласно административно-территориальному делению непризнанной республики село находилось в составе Мартунинского района НКР и называлось Цоватех (арм. Ծովատեղ).
5 декабря 2018 года президент непризнанной НКР Бако Саакян посетил село и ознакомился с условиями здания местной школы.
Согласно Трёхстороннему Заявлению в ночь с 9 по 10 ноября 2020 года, подписанному по итогам Второй карабахской войны, село перешло под контроль Российских миротворческих сил.
19 марта 2021 года, житель Мартунинского района непризнанной НКР по телефону сообщил о том, что в отделении Гырмызы-Базара было подано сообщение об обнаружении трупа на территории села Завадых. Выехавшая на место инцидента следственная группа обнаружила в упомянутой местности труп жителя с колотыми ранами в области затылка и правой ноги. Служащие Мартунинского отдела полиции непризнанной НКР вместе с сотрудниками уголовного розыска непризнанной республики в результате оперативных и розыскных мероприятий выяснили, что покойному нанёс удары резаком житель Мартунинского района НКР, что и стало причиной смерти.
В результате боевых действий в сентябре 2023 года Азербайджан восстановил свой контроль над селом.

## Памятники истории и культуры
Объекты исторического наследия в селе и его окрестностях включают хачкар XII—XIII веков, церковь Сурб Аствацацин XVII века (арм. Սուրբ Աստվածածին, дословно — «Святая Богородица»), Красная церковь (арм. Կարմիր եղցի, romanized: Karmir Yeghtsi), построенная в 1621 году, и усадебный дом XVIII века.
Согласно надписи, сохранившейся на фасаде южной стены, над входом в церковь Сурб Аствацацин, в 1895 году в ней производились ремонтные работы:

«В память о почившем отце, Маргаре беке Мелик-Пашаянце, жестяное перекрытие церкви Сурб Аствацацин, двери притвора церкви, окна были отремонтированы на средства Нерсеса бека Мелик-Пашаянца. 1895-й год».
В советский период церковь использовали в хозяйственных целях. Во время войны церковь не пострадала.
Также в селе установлен памятник сельчанам, участникам Великой Отечественной войны.
В 1873 году в Завадыхе была открыта церковно-приходская школа, в которой обучалось 21 учеников. Позднее, в 1908 году открыта 10-ти летняя школа с 35 учащимися (из них 17 девочек). В 1980-е годы здесь была 8-ми летняя школа с 30 учениками и 11 учителями. Были магазин, медпункт и клуб.
По состоянию на 2015 год в селе действовали считающаяся властями непризнанной НКР сельская администрация, дом культуры, медпункт, начальная школа, в которой обучалось 37 учащихся.

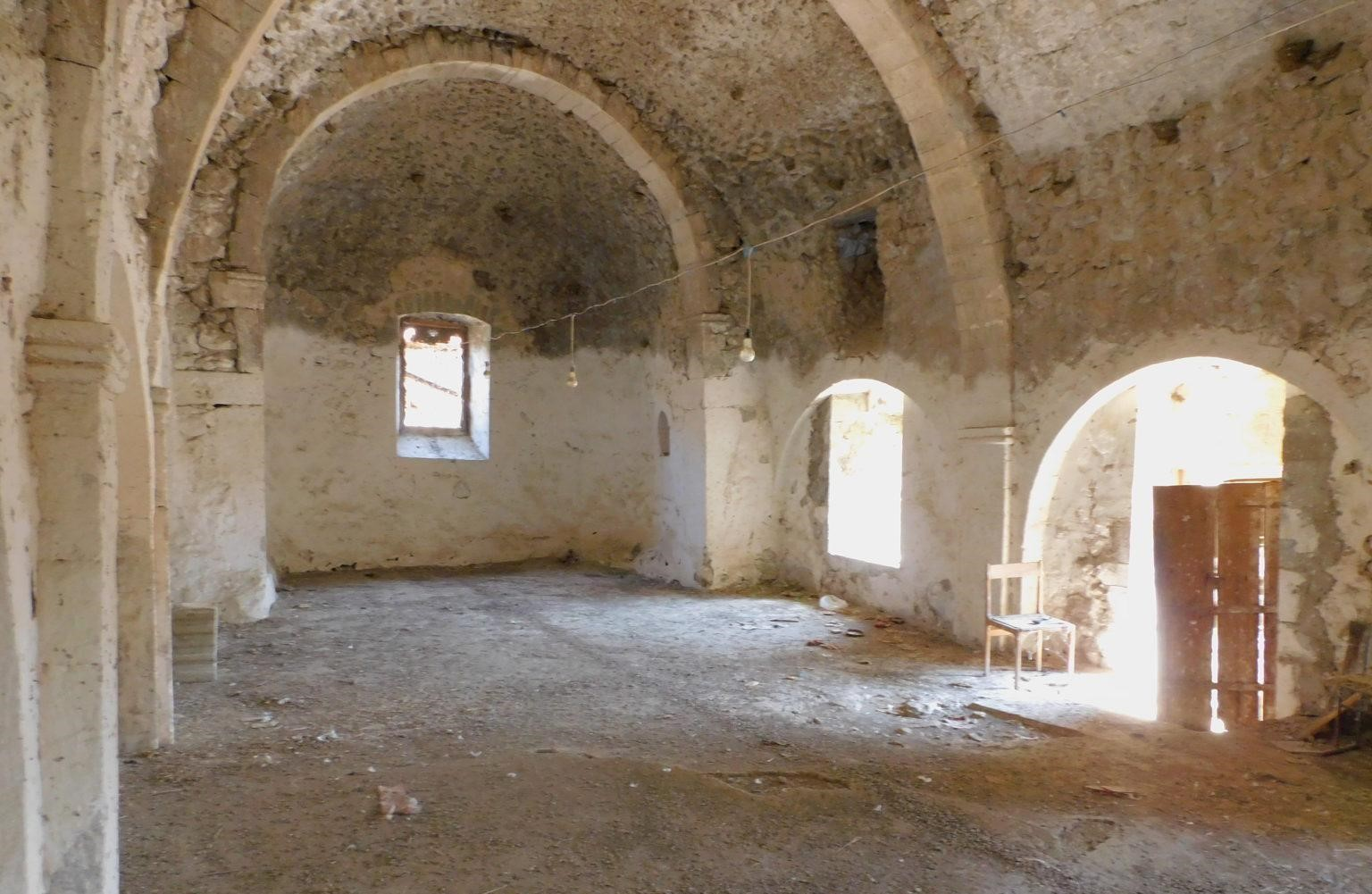
Интерьер церкви, с. Завадых, фото А. Григорян
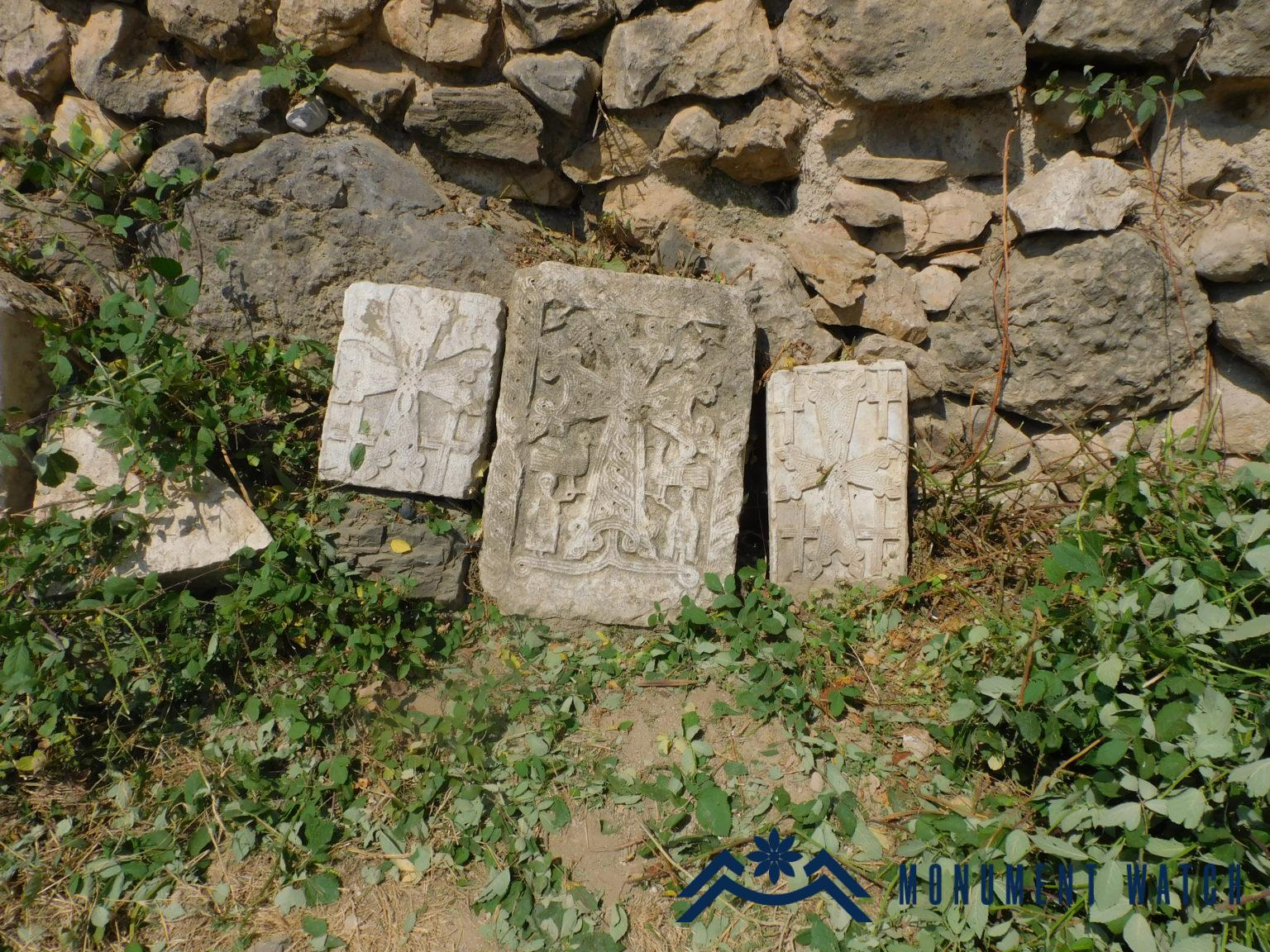
Хачкары в южной части церкви, фото А. Григорян
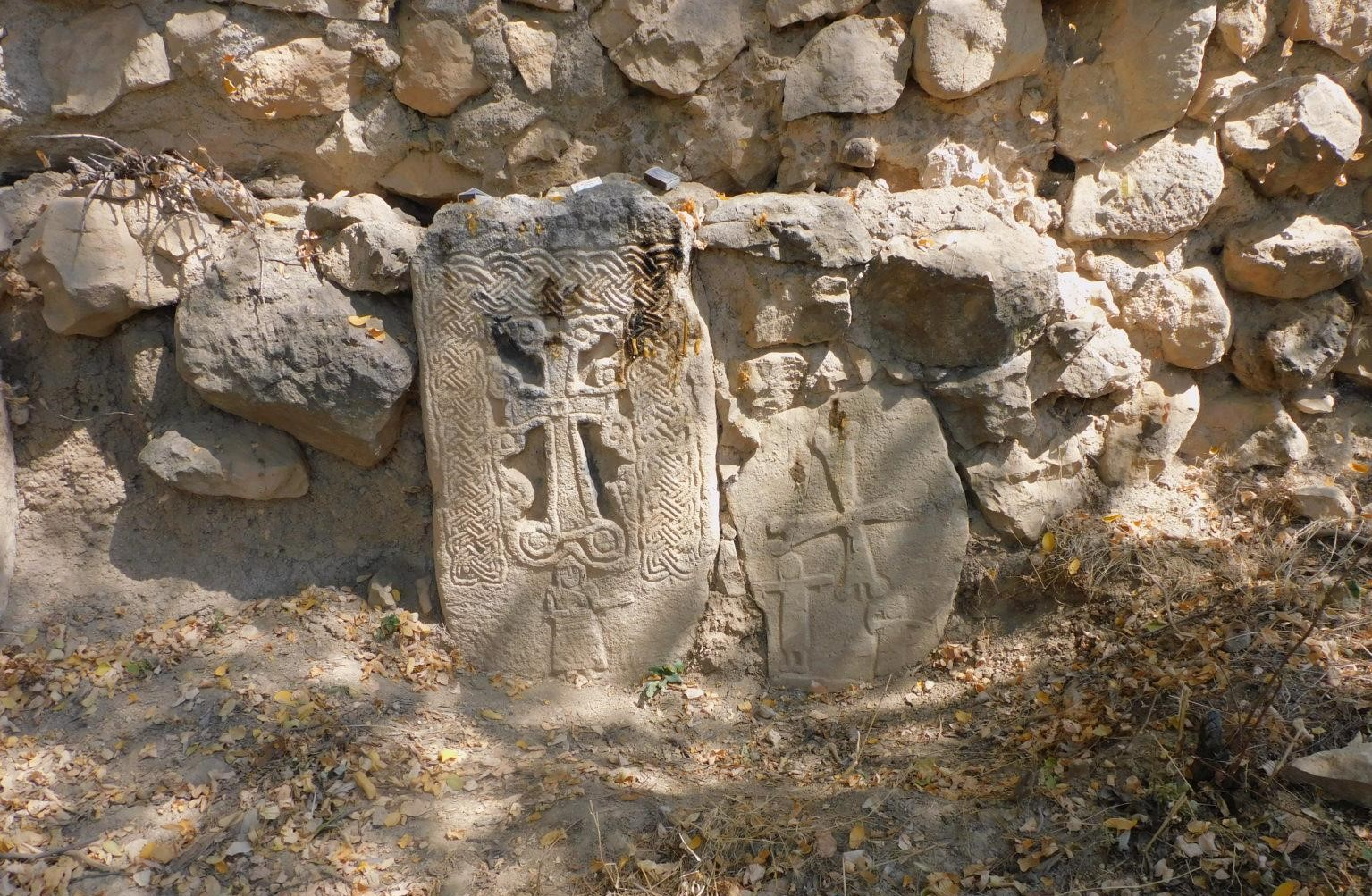
Хачкары 12-13 вв., встроенные в западную стену, фото А. Григорян
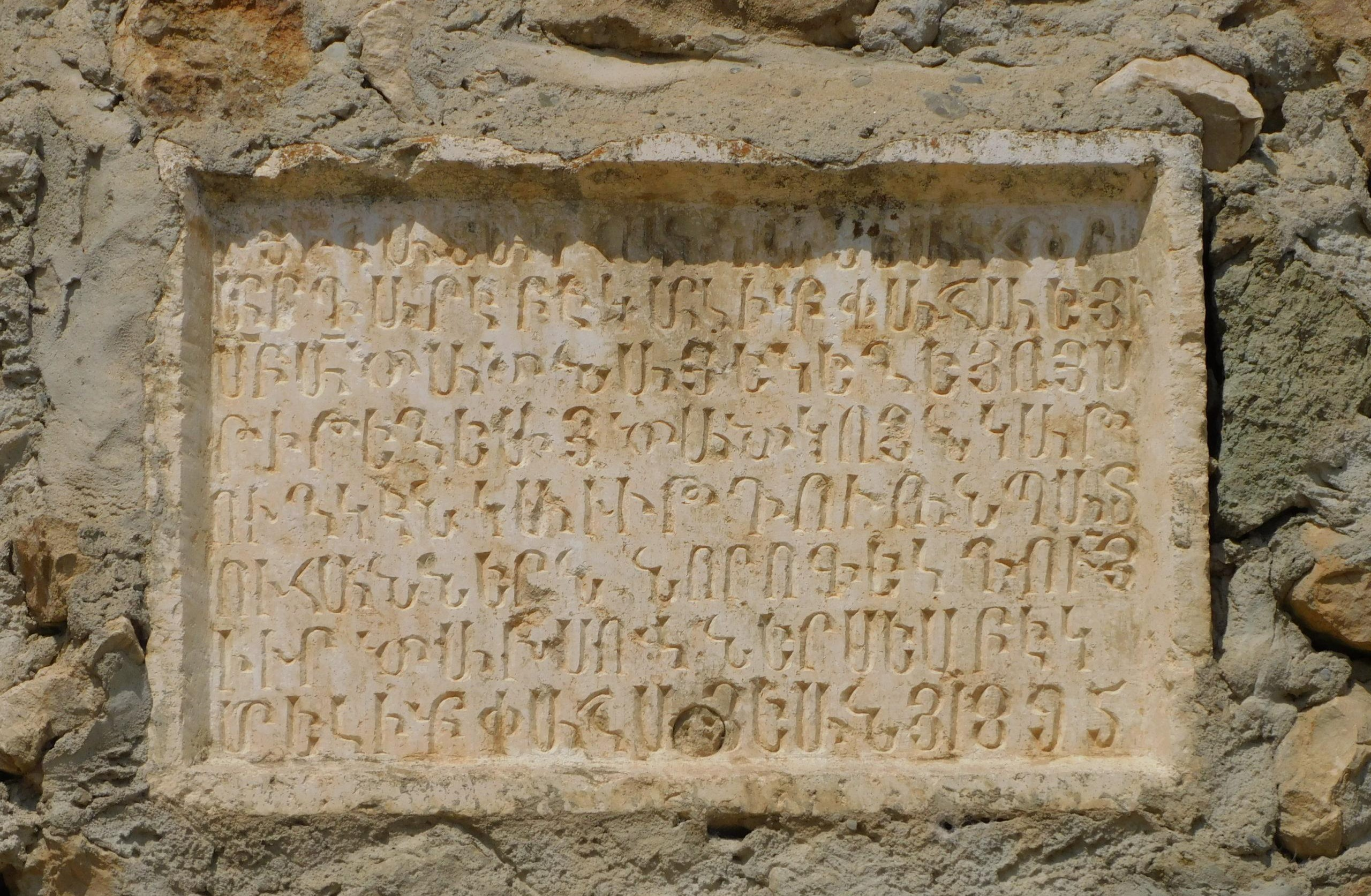
Надпись о ремонте церкви, с. Завадых, фото А. Григорян

## Население
В начале 1890-х годов в этом селе было 86 домов и 576 жителей, большинство армяне. По данным 1989 г. было всего 44 дома, 146 жителей.
По состоянию на 1 января 1933 года в селе проживало 636 человек (131 хозяйство), все — армяне.
В 2015 году население составляло 159 человек, насчитывалось 37 дворов.
| Год       | 1890-е | 1989 | 2005 | 2008 | 2009 | 2010 | 2015 |
| --------- | ------ | ---- | ---- | ---- | ---- | ---- | ---- |
| Население | 576    | 146  | 151  | 161  | 144  | 161  | 159  |

## Известные люди
Григорян Григорий (Юрий) Суренович (1946, с. Зававдых, Мартунинский район, НКАО, Азербайджанская ССР) — Заслуженный художник Российской Федерации (2006). Член Союза художников СССР (1979—1991). Член-корреспондент Российской академии художеств (2010).
Вртанес (в миру Камо) Абраамян (1962, с. Завадых, Мартунинский район, НКАО, Азербайджанская ССР) — глава Арцахской епархии ААЦ.